# Germán Bracco
Germán Bracco (22 de agosto de 1998, Cidade do México, México), é um ator de televisão e teatro mexicano. Ficou conhecido em seu país natal como «Francisco», personagem principal da série de televisão, Yo soy yo produzida pelo Canal Once. Foi galardoado ao Prêmio TVyNovelas na categoria «melho ator juvenil» por seu personagem «Federico Becker», na telenovela da Televisa Caer en tentación. E, posteriormente, se destacou na segunda temporada de Mi marido tiene familia como «Guido».

## Filmografia

### Televisão
| Ano       | Título                      | Personagem                   | Notas                                                                       |
| --------- | --------------------------- | ---------------------------- | --------------------------------------------------------------------------- |
| 2010-2013 | Cada quien su santo         | Vários personagens           | 4 episódios                                                                 |
| 2013      | Secretos de familia         | Luis                         |                                                                             |
| 2014-2016 | Lo que callamos las mujeres | Vários personagensSebastián  | Episódios: «Promesas rotas» y «Sin pecado concebido»Episodio: «Tocar Fondo» |
| 2015      | El Capitán Camacho          | Camacho jr.                  |                                                                             |
| 2016-2018 | Yo soy yo                   | Francisco                    | Elenco principal; 15 episódios                                              |
| 2016      | Un día cualquiera           | Arturo                       | Episódio: «Bullying»                                                        |
| 2017-2018 | Caer en tentación           | Federico "Fede" Becker Cohen | Elenco principal; 102 episódios                                             |
| 2018-2019 | Mi marido tiene más familia | Guido Musi                   | Antagonista; 166 episódios                                                  |
| 2019      | La usurpadora               | Emilio Bernal Ponce          | Elenco principal; 25 episódios                                              |
| 2020      | Enemigo íntimo 2            | Manuel Salas                 | Recurrente principal; 60 episódios                                          |
| 2021      | Buscando a Frida            | Diego Carmona Pons           |                                                                             |

### Cinema
| Ano  | Título              | Personagem       | Notas          |
| ---- | ------------------- | ---------------- | -------------- |
| 2014 | Obediencia perfecta | Quicha           |                |
| 2015 | Los herederos       | Chacho           |                |
| 2015 | El violín de Julián | Julián (18 años) | Curta metragem |

## Prêmios e Indicações

### Prêmio TVyNovelas
| Ano  | Categoria           | Trabalho                    | Notas    |
| ---- | ------------------- | --------------------------- | -------- |
| 2018 | Melhor ator juvenil | Caer en tentación           | Venceu   |
| 2019 | Melhor vilão        | Mi marido tiene más familia | Pendente |